# Чур (гурт)
Чур — український музичний гурт із Херсона, який грає у стилі фолк-рок та Фолк-метал. Гурт був заснований у 2005 році як one man band (англ. «гурт з єдиної людини»). Лідер гурту — Євген «Чур» Кучеров.

## Історія
Навесні 2005 року Чур записав 8 треків українського фольк-металу у студії «НТН Sound Productions» (м. Київ). Демо було назване як «Брате Вітре». Чур сам записав всі інструменти і вокал; Олена Ваніна записала партії жіночого вокалу.
Через рік (2006), Чур записав альбом «Брате Вітре» у студії «Золоті верби» (Херсон) влітку 2006. Альбом містить в собі 3 бонус-треки. Вікторія Кумановська, солістка народного ансамблю «Славутянка», і Олена Ваніна записали партії жіночого вокалу.
2006 — Oscorei Music випустив альбом «Брате Вітре» в 2006 році в CD-форматі.
«Hammer of Damnation» (Бразилія) випустив альбом в 2007 році в MC-форматі. Проєкт ЧУР грав наживо вперше на фестивалі Svarogovo Kolo Folk Metal Festival в Севастополі.
Спліт-альбом Чур "… з Мороку…/ ОПРИЧЬ «Огнецвет» вийшов в 2008 році. Гурт ЧУР у складі Євген «Чур» Кучеров\Вікторія Кумановська\Юрій «Naglfar» Павлишин взяли участь у «Coyote Open Air» (Москва) і «Metal Point Fest» (Хмельницький).
На початку 2009 року «Werewolf Promotion» (Польща) повторно випустив спліт-альбом Чур "… з Мороку…/ ОПРИЧЬ «Огнецвет» в форматі MC. Гурт ЧУР у складі Євген «Чур» Кучеров\Вікторія Кумановська\Юрій «Naglfar» Павлишин взяли участь у «Folk Pagan Fest» у Києві.
У 2009 році ЧУР випустив другий повний альбом — «Лихо». Він виходив двічі — в цифровому релізі Dabloid Blue Room Studio, а потім як передзамовний обмежений CD з бонусами, і, власне, як звичайний компакт-диск. Лейбл — «Casus Belli Zine» (Росія).
У 2009 році ЧУР і російський етно-фольк гурт ВеданЪ КолодЪ створили божевільний ремікс російської народної пісні Летел голубь.
У 2009 році Чур взяв участь у закадровому озвучуванні Темної Саги — найбільшого російськомовного аддону до комп'ютерної гри Gothic II: Ніч Ворона. як голос головного персонажа, голоси головних орків та як композитор і виконавець фінальної пісні.
У 2012 ЧУР взяв участь у спліт-альбомі «Триєдність» з російським і білоруським гуртами ОПРИЧЬ та Пярєварацень.
У 2012 році Чур взяв участь в закадровому озвучуванні Napoleonic Wars Multiplayer DLC для комп'ютерної гри Mount & Blade Warband як голос українських та російських офіцерів.
У 2013 році ЧУР і Даблоід випустили нову версію альбому «Лихо» 2009 з новим ремастерингом в Dabloid Blue Room Studio.
У 2014 році Чур взяв участь в українській Революції Гідності в Києві і створив акустичну пісню «Лицар» (The Knight) після того, як прожив певний час на Майдані. Але пісня була дуже сумна (про тортури і смерть), і ніколи не була випущена.
У 2014 Чур офіційно відмовився підтримувати ідею «Триєдності» спліт-альбому через вторгнення російської армії на схід України і анексію Росією українського Криму. Але не тільки через ці факти, але і через радощі росіян від них. Тож Чур вирішив, що єдність українців і росіян відтепер неможлива. В знак зневаги до росіян, які схвалюють Російську гібридну війну проти України, з сайту ЧУР були видалені російськомовні сторінки.
У 2016 Чур бере участь у створенні саундтреку степових фракцій (Саків, Сарматів тощо) для історичної модифікації (моду) Europa Barbarorum для комп'ютерної гри Medieval II: Total War™ Kingdoms.
На початку 2017 року, через 8 років після виходу останнього альбому, Чур оголошує про початок роботи над новим альбомом під назвою «Луна», а також про роботу над трьома синглами — «Брате вітре», «Старець» та «Три шляхи».
У 2017 році, після численних прохань білоруських та російських фанатів, Чур приймає рішення повернути російськомовні сторінки на офіційний сайт ЧУР.
У 2020 році вийшов альбом Four-Faced на лейблі Earth And Sky Productions із композиціями українською та англійською мовами. У цьому ж році Чур та харківський гурт HASPYD записали спільний сингл «Тонка протока» присвячений Херсонщині що потім увійшов до альбому гурту HASPYD Перехрестя двох вітрів.
В 2021 році гурт своєю піснею Туга [Архівовано 20 серпня 2021 у Wayback Machine.] взяв участь в проєкті Руслана Горового "Так працює пам'ять", присвяченому Данилу Дідіку та всім, хто загинув за незалежність України.

## Дискографія
- 2005 :: Брате Вітре (демо)
- 2006 :: Брате Вітре
- 2009 :: Лихо
- 2020 :: Four-Faced

## Склад

### Основний склад
- Євген «Чур» Кучеров — вокал, гітари, сопілка, дримба, клавішні, перкусія, програмування
- Вікторія Кумановська — вокал (солістка народного фольк ансамблю «Славутянка»)
- Юрій «Naglfar» Павлишин — бас

### Сесійні музиканти
- Олена Ваніна — вокал
- Олександр Власюк (Сашко Лірник) — (гурти «Рутенія», «Вій», «Кому Вниз»), Колісна ліра
- Вероніка Самандас — вокал
- Eisenslav — вокал («Kroda»)
- Сергій Степаненко — гітара («HASPYD»)
- Олександр «Гагарін» — барабани («HASPYD»)